# Priotrochus iris
Priotrochus iris is een slakkensoort uit de familie van de Trochidae. De wetenschappelijke naam van de soort is voor het eerst geldig gepubliceerd in 1988 door Herbert.